# Lakkavvanahalli, Hiriyur
Lakkavvanahalli là một làng thuộc tehsil Hiriyur, huyện Chitradurga, bang Karnataka, Ấn Độ.